# Satom

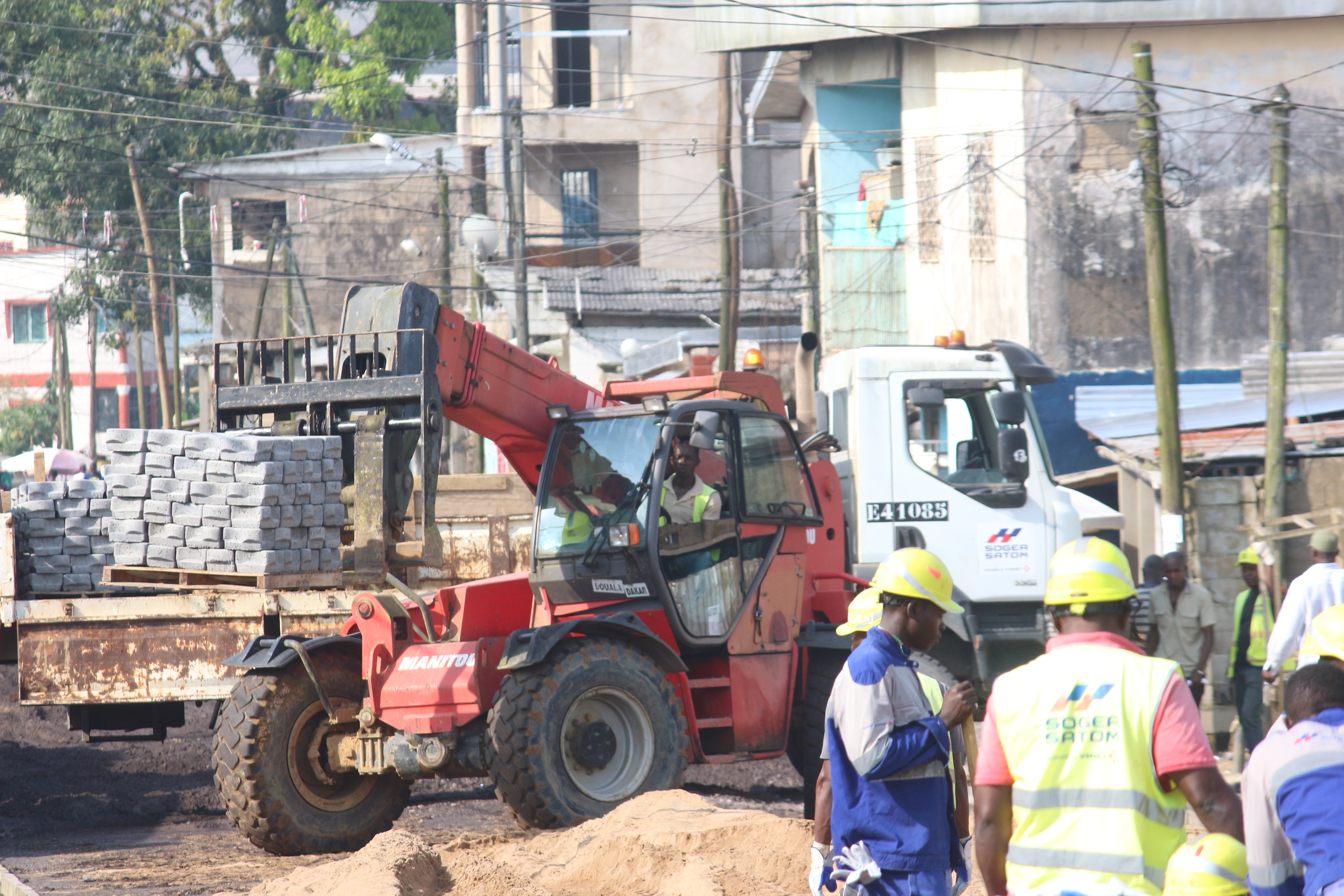
Entretien routier à Douala (Cameroun) par des employés de Satom.

Satom est une filiale du groupe Vinci créée en 1951, qui réalise des travaux de bâtiment, de forage et de génie civil en Afrique (notamment en Mauritanie, en Guinée, au Togo, au Bénin et au Niger).
Elle a notamment réalisé :
- la mine d'uranium d’Arlit au Niger,
- le pont ferroviaire de Japoma au Cameroun,
- l'ambassade du Royaume d’Arabie Saoudite à N’Djamena au Tchad.
- et de nombreuses routes en Afrique.

Depuis 1984, la société Satom a fusionné avec Sogea pour former l'entreprise Sogea-Satom.

## Enlèvements
Le 16 septembre 2010, sept collaborateurs des groupes français Areva et Satom - cinq Français, un Togolais et un Malgache - sont enlevés à Arlit. Le 21 septembre, l’enlèvement est revendiqué par Al Qaïda au Maghreb (Aqmi). En février 2011, la Française et les deux otages malgaches et togolais sont relâchés. En octobre 2013, les quatre derniers otages français sont à leur tour libérés.